# Cartel de Jalisco Nova Geração
O Cartel de Jalisco Nova Geração (espanhol: Cártel de Jalisco Nueva Generación) ou CJNG, anteriormente conhecido como Los Mata Zetas, é um sindicato do crime organizado mexicano com sede em Jalisco, liderado por Nemesio Oseguera Cervantes (El Mencho), um dos traficantes de drogas mais procurados do mundo. O cartel tem sido caracterizado por seu uso agressivo de violência extrema e suas campanhas de relações públicas. Embora o CJNG seja particularmente conhecido por se diversificar em vários tipos de esquemas criminosos, o tráfico de drogas (principalmente cocaína e metanfetamina) continua sendo sua atividade mais lucrativa. O cartel também se destacou por canibalizar algumas de suas vítimas, às vezes durante o treinamento de novos sicários ou membros do cartel, além de usar drones e granadas lançadas por foguetes para atacar seus inimigos.
A partir de 2020, o CJNG é geralmente considerado pelo governo mexicano como a organização criminosa mais perigosa do México e o segundo cartel de drogas mais poderoso do país, depois do Cartel de Sinaloa. O CJNG é fortemente militarizado e mais violento do que outras organizações criminosas. Possui um grupo de operações especiais e outras seções para tipos específicos de guerra. Seu programa de treinamento de assassinos é rigoroso e profissional. O CJNG é o grupo criminoso mais dominante no estado de Jalisco, mas o cartel também domina as operações criminosas e de drogas nos estados de Nayarit e Colima, sendo este último uma importante área para embarques de cocaína sul-americana e precursores químicos da Ásia. Embora este cartel seja mais conhecido por suas lutas contra os Los Zetas e os Cartel dos Cavaleiros Templários, também lutou contra La Resistencia pelo controle de Aguililla, Michoacán e seus territórios vizinhos. Mais recentemente, as tensões também começaram a aumentar com o arquirrival do CJNG, o Cartel de Sinaloa, nos estados de Chiapas e Zacatecas.
O Cartel de Jalisco Nova Geração começou como uma das divisões do Cartel Milenio, sendo a outra La Resistencia. La Resistencia acusou o CJNG de entregar Oscar Valencia (El Lobo) às autoridades e os chamou de Los Torcidos (Os Torcidos). O Cartel Jalisco derrotou La Resistencia e assumiu o controle das redes de contrabando do Cartel Millenio.
O Cartel de Jalisco Nova Geração expandiu sua rede de operação de costa a costa em apenas seis meses, tornando-se um dos grupos criminosos com maior capacidade operacional no México até 2012. Nesta época, o Cartel de Sinaloa aliou-se ao Cartel de Jalisco Nova Geração para lutar contra Los Zetas. No período que se seguiu ao surgimento do cartel CJNG, homicídios, sequestros e descobertas de valas comuns aumentaram em Jalisco.
Em 2017, o CJNG teria rompido sua aliança com Ismael El Mayo Zambada do Cartel de Sinaloa. Em 2018, o CJNG se tornou o segundo cartel mais poderoso do México e acredita-se que tenha mais de 100 laboratórios de metanfetamina em todo o país. Com base no valor médio das ruas, seu comércio pode render mais de 8,1 bilhões de dólares para cocaína e 4,6 bilhões de dólares para metanfetamina a cada ano. Em 2018, o cofundador do CJNG, Érick Valencia Salazar, e o ex-líder do alto escalão do CJNG, Carlos Enrique Sánchez, também deixaram o cartel e co-fundaram um cartel rival chamado Cártel Nueva Plaza. O CJNG está atualmente lutando contra o Cártel Nueva Plaza pelo controle da cidade de Guadalajara, Jalisco; La Unión Tepito para a Cidade do México; Los Viagras e La Familia Michoacana para os estados de Michoacán e Guerrero; Los Zetas nos estados de Veracruz e Puebla; Cartel del Noreste em Zacatecas; o Cartel de Sinaloa em Baja California, Sonora, Ciudad Juárez, Zacatecas e Chiapas; bem como o Cartel Santa Rosa de Lima em Guanajuato. Atualmente, eles têm uma aliança com o Cartel do Golfo em Zacatecas, La Línea em Ciudad Juárez e vários cartéis menores na Cidade do México que o ajudam a lutar contra o La Unión Tepito.
O combate ao CJNG está sendo difícil por causa da corrupção policial. A retenção e contratação de novos policiais é ruim, e muitas das comunidades menores do México preferem policiar suas próprias comunidades. O vigilantismo é uma forma de resistência dessas comunidades ao controle dos cartéis e do governo. Embora o governo tenha pedido a esses grupos que deponham as armas, os vigilantes continuam com algum sucesso.
Em março de 2019, o congressista republicano do Texas, Chip Roy, apresentou um projeto de lei que listaria o Cartel de Jalisco Nova Geração, o Cartel do Golfo e a facção Cartel del Noreste de Los Zetas como organizações terroristas estrangeiras. O ex-presidente dos Estados Unidos, Donald Trump, também manifestou interesse em designar cartéis como organizações terroristas. No entanto, ele interrompeu os planos a pedido do presidente mexicano Andrés Manuel López Obrador. De 2018 a 2020, o CJNG se envolveu em 298 atos relatados de violência relacionada a gangues; mais do que qualquer outro cartel durante o período. Em 2020, as autoridades antidrogas dos EUA consideraram o CJNG sua "maior ameaça criminosa de drogas" e o ex-comissário de segurança do México chamou o grupo de "a ameaça mais urgente à segurança nacional do México", "a organização criminosa mais avançada tecnologicamente, sofisticada, fortemente armada, perigosa e temida do mundo" e "a organização criminosa mais perigosa do México".

## História
Com a captura de Óscar Orlando Nava Valencia e a morte de Ignacio Coronel Villarreal, do Cartel de Sinaloa, surgiu um vácuo de poder e o Cartel Milenio (então leal ao de Sinaloa) se dividiu em facções menores. Sendo o mais notável o Cartel de Jalisco Nova Geração (CJNG) liderado por Nemesio Oseguera El Mencho (que suspeitava que o cartel de Sinaloa havia traído seus líderes) e La Resistencia chefiada por Ramiro Pozos El Molca, que trocou alianças para formar uma breve aliança com Los Zetas (La Resistencia foi fundada por Sinaloa para combater Los Zetas), e iniciou uma guerra territorial pelo controle da região.
Alguns membros do Cartel Milenio, então um ramo do Cartel de Sinaloa, que se fragmentou e formou o CJNG foram Nemesio Oseguera Cervantes (El Mencho), Érick Valencia Salazar (El 85) e Martín Arzola Ortega (El 53). Com essa cisão, iniciou-se uma guerra territorial contra La Resistencia, comandada por Ramiro Pozos (El Molca), e Los Zetas pelo controle da região. Emilio Alejandro Pulido Saldaña, mais conhecido como El Tiburón, também foi considerado cofundador.

### Primeira aparição
Em junho de 2009, dentro de um caminhão abandonado em um bairro residencial de Cancún, Quintana Roo, as autoridades mexicanas descobriram os cadáveres de três homens. Junto com seus restos mortais foi encontrada a seguinte mensagem:

"Somos o novo grupo Mata Zetas e somos contra o sequestro e a extorsão,e vamos combatê-los em todos os estados por um México mais limpo."— Los Mata Zetas (Cartel de Jalisco Nova Geração)
Esses homens assassinados foram então vinculados a indivíduos que foram mostrados em um vídeo no YouTube enquanto eram entrevistados por homens mascarados armados com fuzil de assalto. Vários vídeos online confirmaram a existência do Cartel de Jalisco Nova Geração, que se dedicava na época a matar membros do Cartel do Golfo e do Zeta. Nos vídeos de interrogatório feitos pelos Mata Zetas, os membros do cartel capturados confessaram suas atividades criminosas e deram os nomes de comandantes de polícia e políticos que os protegeram. Segundo a Terra Networks, a agência governamental do SEIDO recebeu um telefonema em 1º de julho de 2009 de um homem não identificado que disse que os membros do cartel Los Zetas seriam "sequestrados e eliminados" de Cancún e Veracruz.

### Massacres de Veracruz de 2011–2012

#### Massacres de Veracruz em 2011
Na primavera de 2011, o CJNG declarou guerra a todos os outros cartéis mexicanos e declarou sua intenção de assumir o controle da cidade de Guadalajara. No entanto, no meio do verão, o grupo parecia ter se reunido com seus ex-parceiros do Cartel de Sinaloa. Além de manter sua aliança anti-Zetas com o Cartel do Golfo, o Cartel de Sinaloa em 2011 se afiliou aos Cavaleiros Templários em Michoacán. Para combater o Los Zetas no estado de Jalisco, o Cartel de Sinaloa se afiliou ao CJNG.
Em 20 de setembro de 2011, dois caminhões contendo 35 cadáveres foram encontrados em uma passagem subterrânea perto de um shopping em Boca del Río, Veracruz. Todos os cadáveres eram supostamente membros do Los Zetas, mas mais tarde foi provado que apenas seis deles estiveram envolvidos em incidentes de crimes menores, e nenhum deles estava envolvido com o crime organizado. Algumas das vítimas tiveram as mãos amarradas e apresentavam sinais de tortura. Segundo o El Universal, por volta das 17h, um número indeterminado de veículos bloqueou uma importante avenida de Boca del Río. Com o trânsito parado, homens armados abandonaram dois caminhões no meio da rodovia. Eles abriram as portas dos caminhões e retiraram os trinta e cinco cadáveres, deixando um recado por escrito. Outros pistoleiros apontaram suas armas para os motoristas assustados. Em seguida, os pistoleiros fugiram do local. Consequentemente, os motoristas atordoados começaram a pegar seus celulares e postar mensagens no Twitter alertando outros motoristas para evitar a área. A mensagem deixada para trás dizia o seguinte:

"Chega de extorsões, chega de assassinatos de pessoas inocentes! Zetas no estado de Veracruz e os políticos que os ajudam: Isso vai acontecer com vocês, ou podemos atirar em vocês como fizemos com vocês antes também. Pessoas de Veracruz, não se deixem extorquir; não pague por proteção; se você faz é porque você quer. Esta é a única coisa que essas pessoas (Los Zetas) podem fazer. Isso vai acontecer com todos os filhos da puta do Zetas que continuam operando em Veracruz. Este território tem um novo proprietário."— (Cartel de Jalisco Nova Geração)
O Blog del Narco informou em 21 de setembro de 2011 que a mensagem foi supostamente assinada por Gente Nueva, um grupo de executores que trabalha para Joaquín Guzmán Loera (El Chapo), o chefe do cartel de Sinaloa. No entanto, em 27 de setembro de 2011, o CJNG divulgou um vídeo afirmando ter realizado esses ataques. Eles se desculparam pelos massacres em Veracruz, mas reiteraram seus esforços para combater o Los Zetas, que, segundo eles, "não são invencíveis". No vídeo do CJNG, cinco homens vestindo balaclavas e roupas completamente pretas são mostrados sentados atrás de uma mesa. Em seguida, o homem com o microfone afirma que os Matazetas são "guerreiros sem rosto, mas orgulhosamente mexicanos" e que seu objetivo é erradicar Los Zetas. Eles afirmam no vídeo que respeitam as Forças Armadas do México e entendem a postura do governo contra os cartéis de drogas. Os homens do vídeo afirmam que entendem e respeitam a decisão do governo de se recusar a negociar com os cartéis. Eles também criticam os políticos que protegeram Los Zetas. Além disso, afirmam que os Mata Zetas estão "proibidos de extorquir, sequestrar, roubar, maltratar ou fazer qualquer coisa que afete o patrimônio nacional", e que eles são o "braço armado do povo mexicano".
Em 6 de outubro de 2011, em Boca del Río, Veracruz, 36 corpos foram encontrados pelas autoridades mexicanas em três casas diferentes. A Marinha descobriu pela primeira vez 20 corpos dentro de uma casa em um bairro residencial. Enquanto procuravam em outra casa, encontraram mais 11 corpos. A terceira e última casa continha um corpo. Quatro outros corpos foram confirmados separadamente pelo governo do estado de Veracruz. Um dia depois, Reynaldo Escobar Pérez, procurador-geral da Justiça do Estado, renunciou devido à violência das drogas. E um dia após sua renúncia, mais 10 corpos foram encontrados em toda a cidade de Veracruz. O CJNG também foi responsável por 67 assassinatos em Veracruz em 7 de outubro de 2011.
Em 9 de outubro de 2011, em apenas dezoito dias, o estado de Veracruz registrou 100 assassinatos.

#### Operação Veracruz Seguro
Em resposta às múltiplas execuções entre os cartéis de drogas, o governo federal lançou uma operação militar no estado de Veracruz, conhecida em espanhol como Operativo Veracruz Seguro. Em outubro de 2011, o estado de Veracruz era um território disputado entre Los Zetas e o Cartel do Golfo e o Cartel de Sinaloa. Francisco Blake Mora, então Secretário do Interior, disse que a operação foi implementada para servir os seguintes objetivos:
1. Desdobre as Forças Armadas e a Polícia Federal em toda a Veracruz para "recuperar as áreas controladas pelos cartéis";
2. Estabelecer agências de inteligência não apenas para capturar os membros do cartel, mas também para desmantelar suas redes financeiras e operacionais;
3. Avaliar e fiscalizar as forças policiais de Veracruz para qualquer possível correlação com os cartéis, “para contar com policiais leais”;
4. Aumentar o financiamento federal e estadual para melhorar as medidas de segurança;
5. Assegure-se de que o governo seja a única entidade que cumpre a lei e a ordem.

#### Ataques contínuos e massacres de Veracruz em 2012
Apesar da forte presença militar, as autoridades descobriram sete corpos dentro de um Ford Lobo em 8 de outubro de 2011 em Veracruz. Em 22 de dezembro de 2011, três ônibus públicos foram atacados por membros do cartel de drogas na Rodovia Federal 105 em Veracruz, deixando 16 mortos. Três cidadãos americanos estavam entre os mortos. Logo após o tiroteio, ocorrido na madrugada, as autoridades realizaram uma operação para localizar os responsáveis, matando cinco pistoleiros. O Consulado dos EUA em Matamoros pediu aos americanos que evitem viajar nas rodovias entre as cidades nas primeiras horas da noite.
Em Tampico Alto, Veracruz, em 23 de dezembro de 2011, as autoridades mexicanas encontraram 10 cadáveres após uma ligação anônima de um cidadão. Os cadáveres foram jogados em uma estrada de terra, e todos estavam algemados e apresentavam sinais de tortura. Nove dos dez corpos foram decapitados. No início de fevereiro de 2011, Saturnino Valdés Llanos, prefeito do município de Tampico Alto, foi sequestrado, seu corpo foi deixado em um depósito de lixo com mais 10 corpos uma semana depois. Em 25 de dezembro de 2011, perto de Tampico, Tamaulipas, cidade na fronteira com Veracruz, 13 corpos foram encontrados dentro de um caminhão de 18 rodas. Segundo os funcionários, o caminhão tinha placas de Veracruz. As autoridades indicaram que este massacre estava relacionado com outros assassinatos em massa ocorridos em Veracruz. Em 9 de fevereiro de 2012, as autoridades mexicanas exumaram 15 corpos de valas comuns clandestinas em Acayucan, Veracruz. Segundo fontes do governo, até março de 2012, a taxa de homicídios em Veracruz e nos territórios vizinhos havia diminuído. O presidente Felipe Calderón atribuiu as baixas taxas de homicídios à Operação Veracruz, a operação liderada por militares implementada em outubro de 2011.
Em 3 de maio de 2012, em Boca del Río, Veracruz, três fotojornalistas que cobriam os crimes em Veracruz foram mortos e jogados em vários sacos plásticos em um canal. Grupos de liberdade de imprensa indicaram que os três jornalistas "fugiram temporariamente de Veracruz após receberem ameaças [em 2011]". Nos últimos dezoito meses, sete jornalistas foram mortos somente em Veracruz. Existem apenas alguns jornalistas relatando histórias relacionadas ao crime no estado. Após a prisão de vários membros do cartel, as autoridades confirmaram em agosto de 2012 que o CJNG foi responsável pela morte de cinco jornalistas em Veracruz.

### Massacre de Sinaloa em 2011
Em 23 de novembro de 2011, um total de 26 corpos – 16 deles queimados até a morte – foram localizados em vários veículos abandonados em Sinaloa. O incidente começou nas primeiras horas da manhã em Culiacán, Sinaloa, com a descoberta de um veículo em chamas. Quando as forças policiais conseguiram extinguir as chamas, encontraram no interior da viatura uma dezena de corpos carbonizados e com restos de madeira por cima. Todas as vítimas foram algemadas. Mais tarde, às 07:00 horas, ligações anônimas de civis notificaram a polícia de que outro veículo nos limites da cidade de Culiacán, no norte, estava pegando fogo. O veículo incendiado era uma Ford Ranger, e dentro dele havia quatro corpos com coletes à prova de balas e algemados. Durante a noite, mais 10 corpos foram encontrados em vários municípios diferentes.

Os assassinatos teriam sido cometidos por Los Zetas como resposta aos massacres cometidos pelos Mata Zetas (CJNG) em Veracruz. Stratfor acredita que este grande movimento do Los Zetas no território do Cartel de Sinaloa demonstra a capacidade do Zeta de atacar o "coração dos territórios desses cartéis".

### Massacres de Jalisco de 2011–2012

#### Massacre de Guadalajara em 2011
Em 24 de novembro de 2011, três caminhões contendo 26 corpos foram encontrados em uma avenida em Guadalajara, Jalisco. Todos eles eram cadáveres masculinos. Por volta das 19 horas, a polícia de Guadalajara recebeu inúmeras ligações anônimas de civis informando que "vários veículos com mais de 10 corpos haviam sido abandonados" em uma avenida importante. Com a chegada das forças policiais, encontraram um Dodge Caravan verde na faixa do meio da rodovia, junto com um Nissan Caravan a apenas 20 metros de distância; na pista mais à direita havia uma van branca. Relatórios afirmam que Los Zetas e o Cartel Milenio são responsáveis pelo massacre desses vinte e seis supostos membros do Cartel de Sinaloa. Além disso, em novembro de 2011, três homens do Cartel Milenio foram presos e ligados ao massacre de 26 pessoas. As autoridades concluíram que apenas seis dos vinte e seis mortos tinham antecedentes criminais, e outros dez foram dados como desaparecidos por seus familiares. Entre os mortos estavam pequenos empresários; um cozinheiro; um mecânico; um dentista; um motorista de caminhão; um pintor de casas, entre outros.
Segundo testemunhos de vários familiares, um grupo de homens fortemente armados raptou várias pessoas à força. Uma das testemunhas disse que alguns adolescentes estavam "bebendo refrigerante em frente a uma loja quando homens armados" em dois caminhões os sequestraram. A família de uma das vítimas do sequestro alegou que seu ente querido era "um adolescente sem vícios ou problemas", e que as versões dele fazendo parte de um cartel são injustas e falsas. Outras famílias alegaram que seus entes queridos não tinham problemas com ninguém e eram trabalhadores honestos. No entanto, quando os membros do cartel detidos foram interrogados pelas autoridades, eles alegaram que os mortos no massacre não eram inocentes e faziam parte de Los Torcidos (outro nome para o Cartel de Jalisco Nova Geração). Quando questionados se os torturaram, os membros do cartel responderam que não. Um dos assassinos confessou que tinha planos de deixar a organização criminosa, mas foi ameaçado de morte por sua própria organização se assim o fizesse.
As autoridades concluíram que este massacre foi quase uma "réplica" do ocorrido dois meses antes em Veracruz, e os investigadores mencionaram que este massacre é uma resposta aos assassinatos cometidos pelos Mata Zetas contra Los Zetas no estado de Veracruz.

#### Massacres de Jalisco em 2012
Os restos mortais de 18 corpos foram encontrados dentro de um Toyota Sienna e Ford EcoSport perto das comunidades de aposentados dos Estados Unidos em Chapala, Jalisco, ao sul da cidade de Guadalajara. Dezoito cabeças foram encontradas ao longo dos corpos desmembrados; alguns haviam sido congelados, outros estavam cobertos de cal e os demais foram encontrados em avançado estado de decomposição. Uma ligação anônima alertou a polícia sobre os veículos abandonados, que foram encontrados na beira de uma rodovia no início da manhã de 9 de maio de 2012. Eles foram conseqüentemente rebocados para escritórios do governo para descarregar os corpos. As autoridades confirmaram que uma mensagem foi deixada pelos assassinos, presumivelmente de Los Zetas e do Cartel Milenio. O procurador-geral do estado de Jalisco, Tomás Coronado Olmos, afirmou que este massacre foi um ataque de vingança pelos 23 mortos nos massacres de Novo Laredo em 2012. Além disso, 25 pessoas foram resgatadas após serem sequestradas em Tala, Jalisco, em 8 de maio de 2012; os assassinos tinham planos de matá-los e "jogá-los" para exibição pública. Outras 10 pessoas conseguiram escapar de sua captura por membros do Los Zetas no mesmo dia e alertaram a mídia local sobre a situação. Após a prisão dos quatro supostos assassinos, um dos membros do cartel confessou que tinha planos de "repetir" o que havia acontecido no massacre de Guadalajara em 2011, onde 26 corpos foram jogados em uma grande avenida para exibição pública.
Segundo a revista Processo, Los Zetas planejavam matar 50 pessoas em 9 de maio de 2012, um dia antes do Dia das Mães.

### Guerra contra os Cavaleiros Templários
Em 21 de março de 2012, os Mata Zetas postaram um vídeo no Blog del Narco. A gravação, que tem pouco mais de quatro minutos, mostra vários homens vestidos de preto, com máscaras de esqui e fortemente armados; alguns deles (aparentemente os líderes) estavam sentados em uma mesa - como foi observado em outros vídeos do CJNG. No comunicado, os homens disseram que vão "limpar os estados de Guerrero e Michoacán" e informaram ao governo federal, às Forças Armadas e à Polícia Federal que o CJNG não tem problemas com eles. Em seguida, eles continuaram dizendo que o CJNG iria iniciar uma guerra territorial "contra o Cartel dos Cavaleiros Templários, que supostamente estava "abusando de pessoas inocentes" e operando por meio de "sequestros, extorsão, extorsão de proteção, roubo de propriedade e estupro". Grupos de vigilantes formados por moradores locais, conhecidos como autodefesas, têm pegado em armas contra os Cavaleiros Templários nos últimos anos. Agora, a CJNG e as autodefesas locais estão formando alianças sem precedentes entre o cartel e os civis para desbaratar um inimigo comum. O financiamento significativo do CJNG permite que eles forneçam às autodefesas armas de nível militar, mudando a maré do conflito entre os Cavaleiros Templários e os civis.

#### Massacres de Michoacán em 2012
Seguindo a mensagem dos Mata Zetas para erradicar o Cartel dos Cavaleiros Templários no estado de Michoacán, 21 corpos foram encontrados em vários municípios diferentes do estado até 12 de abril de 2012. No local das execuções, as autoridades encontraram cartolinas assinadas pelo CJNG.

### Massacres de Novo Laredo em 2012

#### Massacre de 17 de abril de 2012
Restos desmembrados de 14 homens foram encontrados em vários sacos plásticos dentro de um Chrysler Voyager na cidade fronteiriça de Novo Laredo, Tamaulipas, em 17 de abril de 2012. Todos os mortos tinham entre 30 e 35 anos. As autoridades afirmaram ter encontrado uma "mensagem assinada por um grupo criminoso", mas não divulgaram o conteúdo da nota, nem se os mortos fossem membros do Los Zetas ou do Cartel do Golfo. A CNN en Español afirmou que a mensagem deixada pelo grupo criminoso dizia que eles iriam "limpar Novo Laredo" matando membros do Zeta. O jornal The Monitor, no entanto, disse que uma fonte fora da aplicação da lei, mas com conhecimento direto dos ataques, afirmou que os 14 corpos pertenciam a membros do Los Zetas que foram mortos pelo CJNG, agora um ramo do Cartel de Sinaloa. Após os ataques, o chefão do cartel de Sinaloa, Joaquín Guzmán Loera - mais conhecido como El Chapo - enviou uma mensagem ao Los Zetas de que eles lutarão pelo controle da praça Novo Laredo. A mensagem dizia o seguinte:

"Começamos a limpar Novo Laredo de Zetas porque queremos uma cidade livre e para que você possa viver em paz. Somos narcotraficantes e não mexemos com trabalhadores ou empresários honestos. Vou ensinar essa escória a trabalhar no estilo Sinaloa — sem sequestros, sem subornos, sem extorsão. Quanto a ti, 40, digo-te que não me assustas. Eu sei que você enviou H para jogar cara aqui no meu território, porque você não tem as pedras nem as pessoas para fazer isso sozinho. Não esqueça que sou seu verdadeiro pai."— Joaquín Guzmán Loera (El Chapo)
Novo Laredo é considerado um reduto de Los Zetas, embora tenha havido incursões do Cartel de Sinaloa em março de 2012. Consequentemente, o Los Zetas respondeu dois dias depois com incursões a Sinaloa, o estado natal do Cartel de Sinaloa. A primeira tentativa do Cartel de Sinaloa de assumir Novo Laredo aconteceu em 2005, quando Los Zetas trabalhava como braço armado do Cartel do Golfo.

#### Sequestro de Jesús Alfredo Guzmán Salazar e Iván Archivaldo Guzmán
Em agosto de 2016, em um restaurante sofisticado chamado La Leche, na cidade turística de Puerto Vallarta, o CJNG sequestrou dois filhos de El Chapo, Jesús Alfredo Guzmán Salazar e Iván Archivaldo Guzmán Salazar, junto com amigos e depois os libertou após negociações. O fato aconteceu logo após a prisão de Chapo e foi visto como uma humilhação para o poderoso cartel de Sinaloa.

#### Análise do InSight Crime
O 40 na mensagem é uma referência a Miguel Treviño Morales, um dos principais líderes do Los Zetas baseado em Novo Laredo e adversário de longa data de Joaquín Guzmán. O H é presumivelmente Héctor Beltrán Leyva, o último irmão remanescente do Cartel dos Beltrán-Leyva. A organização Beltrán Leyva, ao contrário dos Zetas, tem presença no estado de Sinaloa e provavelmente teria mais facilidade em atacar o Cartel de Sinaloa em seu próprio território. A mensagem não menciona o fato de que o Cartel do Golfo provavelmente está apoiando o Cartel de Sinaloa na realização das execuções. Além disso, o banner sugere que a aliança entre Los Zetas e o Cartel Beltrán Leyva permanece intacta desde 2012, apesar das perdas que sofreu em 2008. A mensagem também sugere as diferenças no modus operandi de Los Zetas e do Cartel de Sinaloa, porque, como alegam os autores do InSight Crime, os Zetas têm a reputação de operar por meio de extorsão, sequestro, roubo e outras atividades ilícitas; em contraste, o Cartel de Sinaloa é conhecido simplesmente pelo tráfico de drogas (ambas as afirmações não são totalmente verdadeiras, mas muitas vezes refletem um sentimento popular). Guzmán tentou assumir Novo Laredo após a captura do líder do Cartel do Golfo, Osiel Cárdenas Guillén, em 2003.
Mesmo assim, Guzmán recuou após alguns anos de sangrentas guerras territoriais. O retorno do Cartel de Sinaloa a Novo Laredo, no entanto, foi visto novamente em março de 2012, depois que Guzmán supostamente deixou vários cadáveres e uma mensagem anunciando seu retorno. De acordo com o Departamento de Transportes dos Estados Unidos, Novo Laredo é a travessia de fronteira mais movimentada em termos de travessias de caminhões, com mais de 1,7 milhão de caminhões por ano, mais que o dobro de qualquer outra travessia na Fronteira Estados Unidos–México. Novo Laredo é a quarta travessia de fronteira mais movimentada em termos de veículos de passageiros. Patrick Corcoran, do InSight Crime, acredita que a guerra territorial em Novo Laredo trará uma grande onda de violência, mas também mencionou que as circunstâncias mudaram desde a divisão do Cartel do Golfo e Los Zetas no início de 2010. A atual aliança entre o Cartel de Sinaloa de Guzmán e o Cartel do Golfo pode extrair com sucesso Los Zetas e dar a Guzmán a vantagem.
Assim que o Cartel de Sinaloa se estabelecer em Novo Laredo, possivelmente fará movimentos para controlar Reynosa e Matamoros, Tamaulipas.
Em 2018, o InSight Crime também afirmou que as lutas internas se desenvolveram com o CJNG em março de 2017, o que resultou na morte de um financiador do cartel e do líder do esquadrão de ataque do CJNG.

### Ataque às Forças de Segurança em 2015
Em 7 de abril de 2015, o CJNG emboscou e matou 15 policiais mexicanos e feriu gravemente outros cinco. O cartel realizou o ataque enquanto os policiais dirigiam por uma estrada montanhosa em Jalisco, que foi bloqueada pelo CJNG com veículos em chamas. Assim que o comboio de policiais foi parado em uma posição vulnerável, homens armados do CJNG abriram fogo contra eles com armamento sofisticado, incluindo metralhadoras e lançadores de granadas.

### Atentado ao Consulado Americano em 2018
Em 1 de dezembro de 2018, aproximadamente às 7h30, 2 granadas foram lançadas em áreas consulares em Guadalajara, com uma delas explodindo e causando um buraco de 16 polegadas (aproximadamente 40 cm) na parede do prédio. No momento do atentado, o consulado-geral estava fechado e não houve feridos. Não está confirmado se o ataque foi realizado pelo CJNG ou por uma gangue rival tentando prejudicar a reputação do CJNG.

### Brigas internas e separação
Em março de 2017, lutas internas dentro do CJNG apareceram quando Oseguera ordenou o assassinato do membro de alto escalão do CJNG Carlos Enrique Sánchez, conhecido como El Cholo. A conspiração para assassinar Sánchez, que foi alvo de Oseguera após assassinar um operador financeiro CJNG apelidado de El Colombiano, falhou. Sánchez e o co-fundador do CJNG, Érick Valencia Salazar, conhecido como El 85, saíram do CJNG e formaram um novo cartel chamado Cártel Nueva Plaza. Após a sua formação, Sánchez tornou-se líder do cartel recém-formado. De acordo com o InSight Crime, o Cartel Nueva Plaza retaliou contra o assassinato fracassado de Sánchez ao assassinar com sucesso o responsável pelo esquadrão de ataque do CJNG, apelidado de El Kartón ou El Marro, em agosto de 2017. O cofundador da CJNG, Emilio Alejandro Pulido Salazar, também conhecido como El Tiburón, também desertaria para o Cartel Nueva Plaza.
Valencia e Sánchez também começaram uma guerra com seu antigo cartel. Em 2019, Valencia e Sánchez ainda eram denunciados aos líderes do separatista Nueva Plaza Cartel. Eles também ainda estavam em guerra contra o CJNG e até formaram uma aliança com o Cartel de Sinaloa.
Em 2019, Jorge Luis Mendoza Cárdenas, conhecido como La Garra, foi listado pela Drug Enforcement Administration (DEA) como responsável pelas operações de tráfico do CJNG para os Estados Unidos e também atua como contato do CJNG. Em janeiro de 2020, a assassina sênior do CJNG, María Guadalupe López Esquivel, conhecida como La Catrina, morreu após um tiroteio com a polícia. López Esquivel, também conhecida como Dama da Morte, era suspeita de ser a líder do CJNG na região mexicana de Tierra Caliente. Em março de 2020, foi anunciado que uma operação secreta da DEA de seis meses conhecida como Operação Python resultou na prisão de 600 agentes do CJNG e na apreensão de 20 milhões de dólares em dinheiro. O número de prisões foi revisado para 750, embora ainda se acreditasse que o CJNG ainda poderia participar do tráfico dentro dos Estados Unidos, desde que mantivesse sua base de operações no México.
Em 2 de junho de 2020, a Unidade de Inteligência Financeira do México divulgou um comunicado revelando que, como resultado de uma operação conjunta com a DEA, a agência conseguiu localizar "um grande número de membros desse grupo criminoso, bem como seus maiores operadores financeiros e empresas usadas na lavagem de dinheiro". A Unidade de Inteligência Financeira do México, uma parte do ministério das finanças encarregada de combater e prevenir a lavagem de dinheiro, conseguiu congelar 1.770 contas bancárias de indivíduos vinculados ao CJNG. As contas bancárias de 16 empresas vinculadas ao CJNG e dois fundos vinculados ao CJNG também foram congeladas. A mudança ocorreu depois que agressores armados invadiram um show ao vivo fornecido pelo CJNG em 29 de maio de 2020 na cidade de Tierra Blanca em Veracruz, ferindo dois e matando seis. Entre os mortos estava o líder regional do CJNG e também dono do jornal local El Sol de Tierra Blanca, Francisco Navarette Serna e toda a formação do La Calle, banda com a qual Serna se apresentava. Em 3 de junho, foi relatado que o valor dos ativos vinculados ao CJNG que foram congelados totalizou 1,1 bilhão de dólares.
Em 11 de junho de 2020, a jornalista do InSight Crime, Victoria Dittmar, rejeitou o exagero da mídia de que o CJNG era o "cartel dominante" do México e afirmou que o CJNG estava agora de fato perdendo influência e popularidade para cartéis menores. Apesar de desencadear numerosos ataques CJNG, Los Viagras e o Cartel del Abuelo foram relatados como tendo uma "vantagem profunda" sobre o CJNG em Tierra Caliente. Apesar das alianças com o enfraquecido Cartel de Tijuana, o CJNG não conseguiu enfraquecer o controle do Cartel de Sinaloa sobre as atividades criminosas em Tijuana. Apesar de numerosos esforços, o CJNG também não conseguiu estabelecer uma presença importante nos estados mexicanos de Morelos, Estado do México e Cidade do México. No entanto, o CJNG ainda tinha redutos nos estados mexicanos de Jalisco, Guanajuato, Querétaro, Hidalgo e Veracruz.
O CJNG também marcou presença em Ciudad Juárez com seu Novo Cartel de Juarez, embora não tenha conseguido impedir o controle que La Linea e a afiliada de Los Salazar do Cartel de Sinaloa também tinham sobre o mercado de tráfico de drogas de Ciudad Juárez. Em 23 de junho de 2020, foi revelado que o CJNG havia enviado assassinos para matar o líder do Cartel Santa Rosa de Lima, José Antonio Yépez Ortiz, também conhecido como El Marro, em várias ocasiões, inclusive no casamento de sua irmã no início do ano. Também foi revelado que o CJNG estava lutando para ganhar influência em território controlado pelo Cartel de Santa Rosa de Lima. Em 26 de junho de 2020, o chefe de polícia da Cidade do México, Omar García Harfuch, sobreviveu a uma tentativa de assassinato que o levou a sofrer três ferimentos a bala. Dois de seus guarda-costas e uma pedestre também foram mortos na tentativa de assassinato. Enquanto twittava de sua cama de hospital, Garcia culpou o CJNG pelo atentado fracassado contra sua vida e prendeu 12 membros suspeitos do CJNG até o final do dia. No mesmo dia, descobriu-se que o CJNG ainda controlava o crime organizado em Jalisco, Guanajuato, Querétaro e  Hidalgo, mas não estava mais listado como tendo tal controle em nenhum município de Veracruz e ainda era incapaz de tomar território em outras partes do sudeste do México controladas pelo Cartel de Sinaloa, Los Zetas e o chamado grupo Los Pelones.
Sánchez foi posteriormente assassinado, com seu corpo sendo descoberto esfaqueado e envolto em plástico em um banco de parque no centro de Tlaquepaque em 18 de março de 2021. Emilio Alejandro Pulido Salazar se renderia às autoridades mexicanas no mesmo mês. Érick Valencia Salazar, conhecido como El 85, era considerado o chefe do Cartel Nuevo Plaza na época da morte de El Cholo. Em fevereiro de 2022, o principal operador de CJNG em Michoacán e associado de confiança de El Mencho, Miguel Ángel Fernández, conhecido como El M2, foi encontrado assassinado na cidade de Cansangüe, localizada no município de Tepalcatepec. El 85 foi posteriormente capturado pelas autoridades mexicanas em setembro de 2022.
Em maio de 2022, o repórter do InSight Crime, Peter Appleby, relatou que a saúde debilitada de El Mencho, e também rumores de morte, aceleraram separações e lutas internas no CJNG. Outra deserção notável do CJNG foi o autoproclamado leal do El Mencho, José Bernabé Brizuela Meraz, conhecido como La Vaca, que agora era o chefe do Los Mezcales, também conhecido como Cartel Independiente de Colima. A essa altura, Mezcales, que anteriormente atuava como executor local do CJNG, não era mais afiliado ao CJNG.

## Prisões
Em 13 de julho de 2011, o chefe de operações e um dos fundadores da organização, Martin Arzola Ortega, foi preso. Em 7 de agosto de 2012, foi anunciado que o sucessor de Ortega, Eliot Alberto Radillo Peza, foi capturado em Zapopan, Jalisco. No momento da prisão de Peza, foi anunciado que doze supostos membros do Cartel de Jalisco Nova Geração, incluindo os líderes Martin Arzola e Abundio Mendoza Gaytan, haviam sido presos desde julho de 2011 por extorsão, sequestro e porte de drogas.
Em 9 de março de 2012, outro fundador da organização, Érick Valencia Salazar, conhecido como El 85, foi capturado pelo Exército Mexicano junto com outro tenente de alto escalão em Zapopan, Jalisco. Suas apreensões provocaram mais de uma dúzia de bloqueios por toda a cidade. 26 ônibus do transporte público foram queimados com gasolina e depois usados para bloquear as ruas da cidade. Mais de 30 fuzil de assalto, granadas, cartuchos e pentes de munição foram confiscados. Felipe Calderón, Presidente do México, parabenizou o exército mexicano pela captura de Érick Valencia Salazar.
Posteriormente, os Mata Zetas (CJNG) pediram desculpas pelos bloqueios colocando vários cartazes em toda a área metropolitana de Guadalajara. Eles escreveram que os bloqueios eram "apenas uma reação por mexer com seu companheiro CJNG", que supostamente dedicou seu trabalho a "manter a tranquilidade no estado de Jalisco". Em 18 de março de 2012, José Guadalupe Serna Padilla, outro tenente do cartel, foi capturado junto com outro membro do cartel. Em 15 de abril de 2012, Marco Antonio Reyes, supostamente o chefe dos pistoleiros do cartel, foi capturado em Veracruz junto com cinco de seus associados. As prisões também levaram à captura de outros três membros do cartel, incluindo o chefe das operações do cartel nas cidades de Veracruz e Boca del Río.
Em 30 de janeiro de 2014, as autoridades mexicanas prenderam Rubén Oseguera González (conhecido como El Menchito), o segundo em comando do cartel e filho de Nemesio Oseguera Cervantes, líder da organização. Em 1 de maio de 2015, um helicóptero do exército mexicano foi alvejado e forçado a pousar no que o governador de Jalisco, Aristoteles Sandoval, descreveu como "uma reação a uma operação para deter os líderes desse cartel". Em 28 de maio de 2018, prenderam Rosalinda González Valencia, esposa de Cervantes.
Em julho de 2018, as autoridades mexicanas prenderam José Guadalupe Rodríguez Castillo (também conhecido como El 15), um líder local do cartel. Sua prisão está relacionada ao desaparecimento de três empresários italianos na cidade de Tecalitlán, no sul de Jalisco, em janeiro de 2018.
Em março de 2019, um líder sênior do CJNG, que optou por permanecer anônimo e foi identificado apenas como El 20, foi preso pelas autoridades mexicanas. El 20, que permaneceu anônimo, era o segundo em comando do CJNG. Mais de 80 elementos da Zona Militar 41, bem como da Marinha, e da Polícia Federal, além de quatro integrantes do CJNG que também permaneceram anônimos, também foram presos com o El 20.
Em abril de 2019, Adrián Alonso Guerrero Covarrubias, conhecido como El 8 ou El M, foi preso por tráfico de drogas e sequestro. Guerrero Covarrubias atuou como chefe das operações do cartel nas regiões de La Cienega e norte de Los Altos de Jalisco e em todo o sudeste de Guanajuato, e é afilhado do líder do cartel Nemesio Oseguera Cervantes.
Em 11 de março de 2020, a DEA prendeu 600 pessoas e apreendeu mais de uma tonelada e meia de narcóticos. Este é o maior ataque da DEA contra o CJNG. O número de prisões foi revisado para 750, com 250 prisões ocorrendo nos Estados Unidos.
Em 10 de abril] de 2020, o tenente de Oseguera na área de Chicago, Luis Alderete, foi preso. Outros associados de alto escalão de Oseguera processados em Chicago incluem Diego Pineda-Sanchez, condenado a 15 anos de prisão por lavagem de dinheiro para ele e outros chefões do tráfico. O irmão de Alderete, Roberto Alderete, foi preso no Kentucky em 2018 com um quilo de metanfetamina.
Em 11 de abril de 2020, a líder da célula CJNG, María del Carmen Albarrán, foi presa no bairro de Venustiano Carranza, na Cidade do México.
Em maio de 2020, foi relatado que o ex-chefe de segurança do CJNG, Enrique Alejandro Pizano, que foi preso em setembro de 2015, morreu em uma prisão de Jalisco em 13 de maio de 2020 devido ao COVID-19.
Em 28 de junho de 2020, foi relatado que o número de membros do CJNG presos por tentativa de assassinato do chefe de polícia da cidade mexicana em 26 de junho de 2020 havia crescido para 19.
Em 1 de julho de 2020, foi anunciado que o assassino do CJNG, Jaime Tafolla Ortega, também conhecido como El Alacran (O Escorpião), foi preso em 28 de junho de 2020. De acordo com um comunicado divulgado pela Procuradoria-Geral do México, ele é suspeito de matar a tiros o juiz Uriel Villegas Ortiz e sua esposa, Veronica Barajas, em 16 de junho de 2020 e liderar o sequestro em 29 de abril de 2020 do deputado estadual de Colima, Francis Anel Bueno Sánchez, cujo corpo foi encontrado em uma cova clandestina em 2 de junho de 2020. O juiz Villegas ganhou notoriedade em 2018 quando ordenou a transferência de Rubén Oseguera de uma prisão em Oaxaca para uma prisão de segurança máxima em Jalisco. Um segundo suspeito foi preso com Tafolla, embora ainda não tenha sido acusado.
Em 15 de novembro de 2021, Rosalinda González Valencia foi recapturada em Zapopan, Jalisco. O Ministério da Defesa mexicano divulgou um comunicado descrevendo sua prisão como "um golpe significativo na estrutura financeira do crime organizado no estado", com evidências apontando para seu papel na "operação financeira ilícita de um grupo do crime organizado". Seus cinco irmãos e dois de seus filhos também estavam presos. O irmão de Oseguera também estava preso.
Em 20 de dezembro de 2022, o irmão de El Mencho, Antonio Oseguera, conhecido como El Tony Montana, foi capturado com armas em um subúrbio de Guadalajara. Diz-se que El Tony Montana supervisionou ações violentas e logística, comprou armas e lavou dinheiro para o cartel.

## Operações e territórios atuais
A partir de 2020, apesar da rápida expansão do grupo, o CJNG não controla necessariamente todas as áreas em que está presente. No entanto, é o ator criminoso dominante em Jalisco, Nayarit, Colima, o Porto de Lázaro Cárdenas em Michoacán, o estado oriental de Veracruz e na região central rica em petróleo de Guanajuato, Puebla, Querétaro e Hidalgo. Também é forte, embora enfrentando fortes rivalidades, em áreas estratégicas como Sonora e também nas cidades fronteiriças de Tijuana e Ciudad Juárez, Tierra Caliente – área que abrange partes de Michoacán, Guerrero e o Estado do México, além do Riviera Maya. O grupo mostrou que pode estar focado em entrar na capital, após um ataque descarado contra o secretário de segurança pública da Cidade do México em junho de 2020. Internacionalmente, o cartel tem contatos na Colômbia, Peru, Bolívia, Estados Unidos, América Central, Canadá, Austrália, China e Sudeste Asiático, que ajudam a controlar grande parte do tráfico de maconha, cocaína e drogas sintéticas no México. Em 31 de março de 2021, uma demonstração de força e um massacre de rivais foram relatados no município de Aguililla, berço de El Mencho, área de cultivo de abacate e também centro de cozimento de drogas na Terra Caliente.
Segundo a Secretaria da Fazenda e Crédito Público da Cidade do México, o cartel tem território nas regiões de Jalisco, Nayarit, Aguascalientes, Colima, Guanajuato, Veracruz, Baja California, Baja California Sur, Sonora, Chihuahua, Coahuila, Zacatecas, Ilhas Marías, Sinaloa, Michoacán, Guerrero, Oaxaca, Quintana Roo, Chiapas, Tabasco, Querétaro, Tamaulipas, Hidalgo, San Luis Potosí, Estado do México, Morelos e Puebla.
A CJNG supostamente ameaçou a vida do presidente Andrés Manuel López Obrador, Alfonso Durazo, secretário de Segurança e Proteção ao Cidadão do governo do México; Marcelo Ebrard, secretário de Relações Exteriores; Santiago Nieto, chefe da Unidade de Inteligência Financeira; Omar García Harfuch, Secretário de Segurança Pública de Jalisco; e Enrique Alfaro Ramírez, Governador de Jalisco.
O CJNG usou a violência para controlar as comunidades locais, outras organizações e a política. A política nas regiões onde o CJNG tem controle é distorcida e os cidadãos têm poucas opções para combater o cartel. A ameaça à estabilidade política do México é aparente nas mortes pelas quais o CJNG foi responsável no ciclo eleitoral de 2018. A morte de mais de 130 candidatos políticos em apenas um ano é um lembrete impressionante de quanto o CJNG controla áreas do México. Os candidatos políticos não são as únicas vítimas da violência do CJNG. Em 2020, acredita-se que o CJNG tenha matado milhares de civis.
O cartel também é conhecido por usar propaganda. O grupo tentou mostrar ações externamente "altruístas" em áreas estratégicas durante a pandemia de COVID-19. Em junho de 2020, por exemplo, o grupo distribuiu brinquedos para crianças em comunidades de Veracruz, onde luta contra grupos dissidentes de Los Zetas. Os membros do CJNG também entregaram caixas de mercadorias em várias partes do país, incluindo Guadalajara, a segunda maior cidade do México. Por meio de vídeos on-line, o Cartel de Jalisco Nova Geração tentou obter a aprovação da sociedade e o consentimento tácito do governo mexicano para confrontar o Los Zetas, fazendo-se passar por um grupo "justo" e "nacionalista". Tais alegações alimentaram temores de que o México, assim como a Colômbia uma geração antes, possa estar testemunhando o surgimento de gangues paramilitares de drogas.
Em setembro de 2021, o Cartel de Jalisco fez recentemente avanços crescentes nas regiões do sul do México, como Chiapas, perto da fronteira com a Guatemala, onde enfrenta uma disputa crescente por território com seu arquirrival, o Cartel de Sinaloa. O CJNG também tem feito avanços e crescentes demonstrações de força na Guatemala, bem como com ameaças a membros da polícia que supostamente 'roubaram' recentemente uma carga de drogas da organização. No entanto, o cartel sofreria um golpe notável em 15 de novembro de 2021 com a prisão da esposa de Oseguera, Rosalinda González Valencia, conhecida como La Jefa, que estava no controle das finanças do CJNG. Além de ser esposa de Oseguera e comandar as operações de lavagem de dinheiro do CJNG, González vinha de uma família ligada ao tráfico de drogas e também contribuiu para o desenvolvimento do CJNG. Também surgiram rumores em fevereiro de 2022 de que El Mencho morreu em um hospital particular em Guadalajara. Mais tarde, isso seria apoiado por “narcomantas” que apareceram na cidade de Colima e foram escritos por Mezcales, que até a morte relatada de El Mencho atuaram como executores locais do CJNG.